# Rosauro Almario
Rosauro Almario (Tondo, 30 augustus 1886 - Manilla, 11 maart 1933) was een Filipijns auteur en journalist. Hij schreef meestal in de lokale taal, het Tagalog.

## Biografie
Almario werd geboren op 30 augustus 1886 in de Filipijnse hoofdstad Manilla. Hij was het derde van negen kinderen van Estanislao Almario en Rosalia Cagne. Hij volgde onderwijs aan het Liceo de Manila en kreeg in de avonduren aanvullende lessen Engels.
Almario werkte van 1904 tot 1918 als kantoorklerk voor achtereenvolgens het Bureau of Education, het Bureau of Prisons en het Bureau of Posts. Op 1 augustus 1918 werd hij benoemd tot hoofd van het kantoor van de burgemeester van Manilla. Het jaar erop volgde een benoeming tot assistent-secretaris van burgemeester Justo Lukban. In juli 1920 werd hij secretaris van burgemeester Lukban en aansluitend van diens opvolger Ramon Fernandez. In 1923 nam hij net als burgemeester Fernandez ontslag na een omstreden besluit van gouverneur-generaal Leonard Wood. In 1925 werd Almario gekozen in de gemeenteraad van de stad Manilla. In 1927 werd wegens aantijgingen van smaad echter verbannen naar Lolomboy wegens zijn niet aflatende kritieken op overheidsfunctionarissen die zich schuldig maakten aan corruptie. In 1928 volgde een herverkiezing in de raad en in 1930 werd gekozen tot president van de raad.
Almario schreef boeken, essays en artikelen in kranten in het Tagalog. Het werk van Almario was gebaseerd op nationalistische en revolutionaire ideeën en zijn liefde voor lokale gebruiken en tradities. Hij schreef het essay Ano Ang Ligaya sa Ibabaw ng Lupa (1907). Ook won hij een prijs met het Spaanstalige Que es Pueblo. Andere werken van zijn hand zijn: Pinatatawad Kita (1910), Ang Mananayaw (1910), Mga Anak Bukid (1911), Mga Dahong Luksa (1912), Nag Si Eba ay Likhain (1913).
Hij schreef regelmatig voor kranten als Ang Panahon, Muling Pagsilang, Taliba en Ang Mithi. Hij was redacteur van Pagkakaisa, een krant opgericht door Ramon Fernandez. Hierin schreef hij opiniestukken waarin hij het Amerikaanse koloniale bewind van de Filipijnen bekritiseerde. Ook was hij een drijvende kracht achter de oprichting van La Opinion waarvan hij ook algemeen manager was op het moment van zijn overlijden.
Almario overleed in 1933 op 46-jarige leeftijd. Hij was getrouwd met Leonor de Ocampo en kreeg met haar vijf kinderen.